# Podarcis milensis
La lucertola dell'isola di Milo (Podarcis milensis Bedriaga, 1882) è un rettile della famiglia dei Lacertidi originaria di alcune isole egee.

## Descrizione
Gli adulti misurano fino a 6,5 cm dall'apice del muso alla cloaca; la coda è lunga circa il doppio del corpo. È una lucertola dalla struttura robusta, con una testa spessa, riconoscibile per la caratteristica colorazione del disegno dei maschi. Essi presentano il dorso generalmente di colore marrone, spesso con una striscia vertebrale piuttosto debole, e fianchi, gola e parte della testa neri con macchiettature evidenti di colore verde, giallo-blu o biancastre. Anche il ventre è spesso fortemente marcato di nero, ma i colori brillanti sono assenti o limitati alla seconda fila di squame ventrali. Le femmine sono meno appariscenti, spesso con strisce dorsolaterali chiare e poche macchie ben evidenti sulla gola. Alcune delle isole più piccole, ad esempio Gerakunia ed Eremomilos, ospitano popolazioni piuttosto scure; su quest'ultima i maschi hanno spesso la gola completamente nera.

## Biologia
È una specie molto numerosa nelle aree coltivate, specialmente dove muri a secco, argini e mucchi di pietre forniscono molti rifugi sui quali tende a termoregolarsi in gruppo, ma caccia principalmente sul terreno, tra la vegetazione o anche in aree aperte. Si trova, anche se in minor numero, in una grande varietà di ambienti, inclusi i pendii ricoperti da macchia e le zone acquitrinose in vicinanza del mare. Spesso è visibile sui muri assieme al geco di Kotschy (Mediodactylus kotschyi).

## Distribuzione e habitat
È una specie endemica delle isole egee della Grecia, confinata all'arcipelago di Milo (Milo, Kimolos, Polyaigos e Andimilos), al gruppo di Ananes e alle isole di Falkonera e Velopoúla. Si incontra dal livello del mare fino a circa 685 metri di quota.

## Tassonomia
Ne vengono riconosciute tre sottospecie:
- Podarcis milensis adolfjordansi (Buchholz, 1962)
- Podarcis milensis gerakuniae (Müller, 1938)
- Podarcis milensis milensis (Bedriaga, 1882)